# Grünten

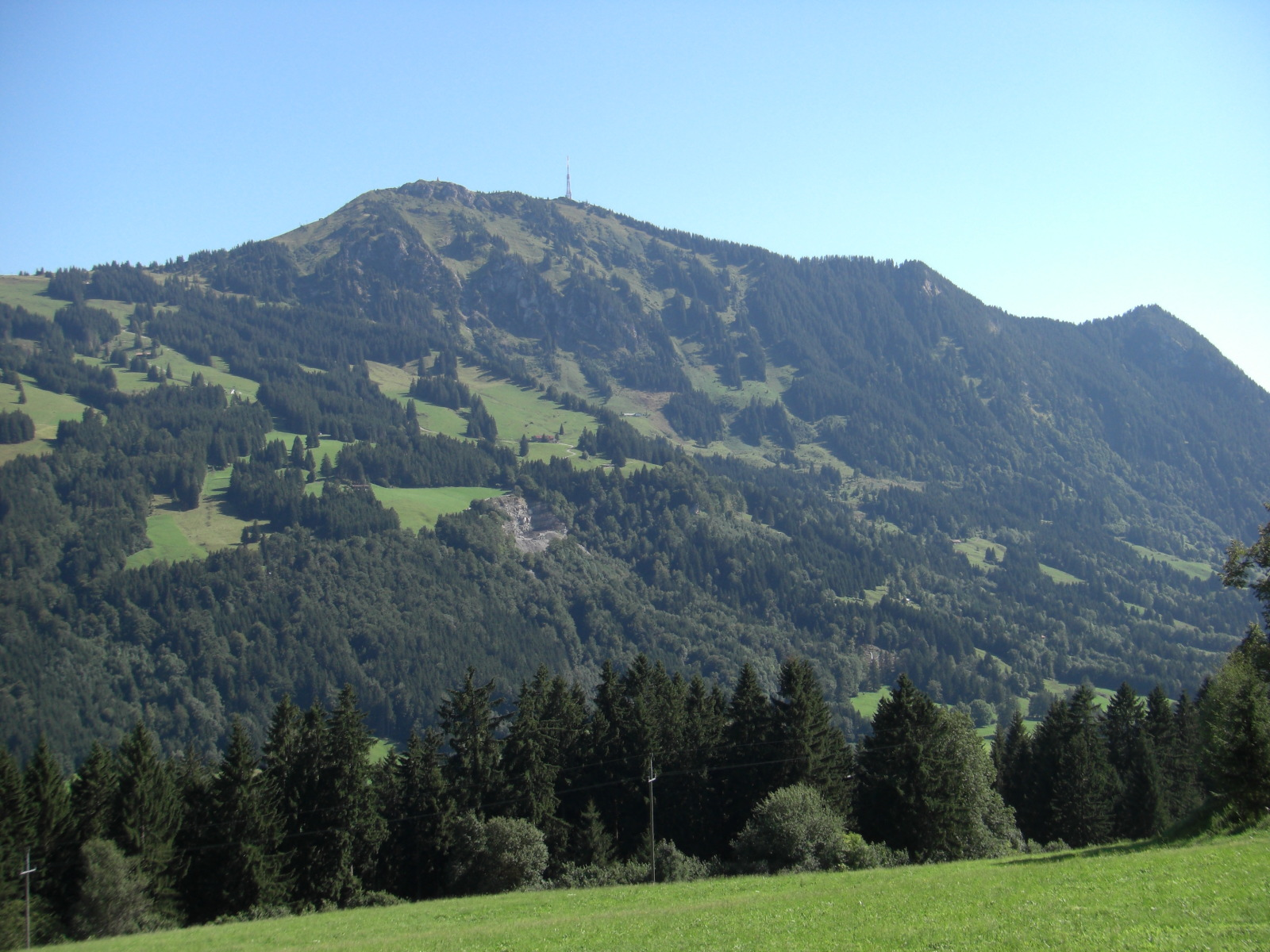
Blick vom Rottachberg südsüdostwärts zum Grünten

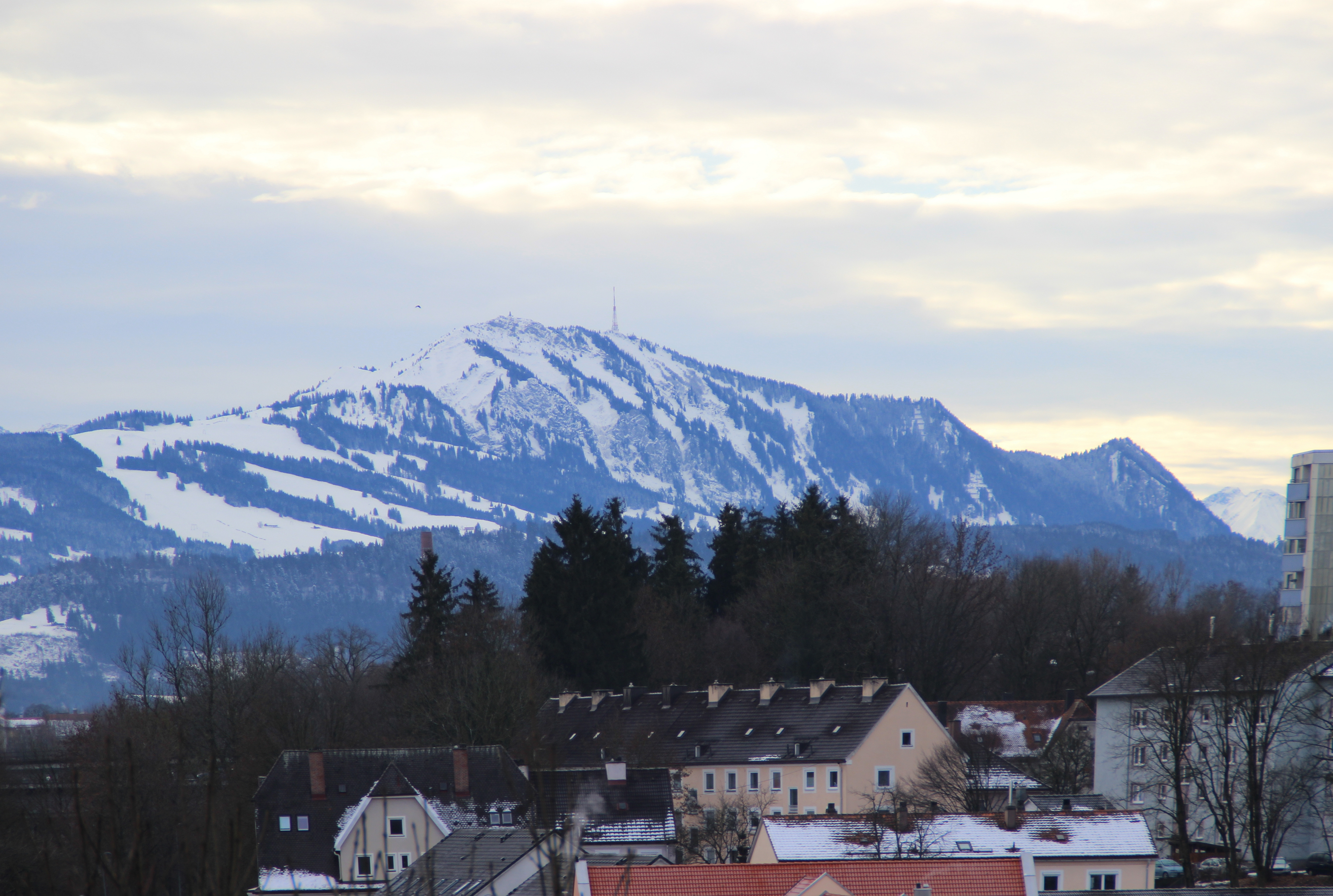
Blick von der Burghalde in Kempten (Allgäu) südwärts zum Grünten

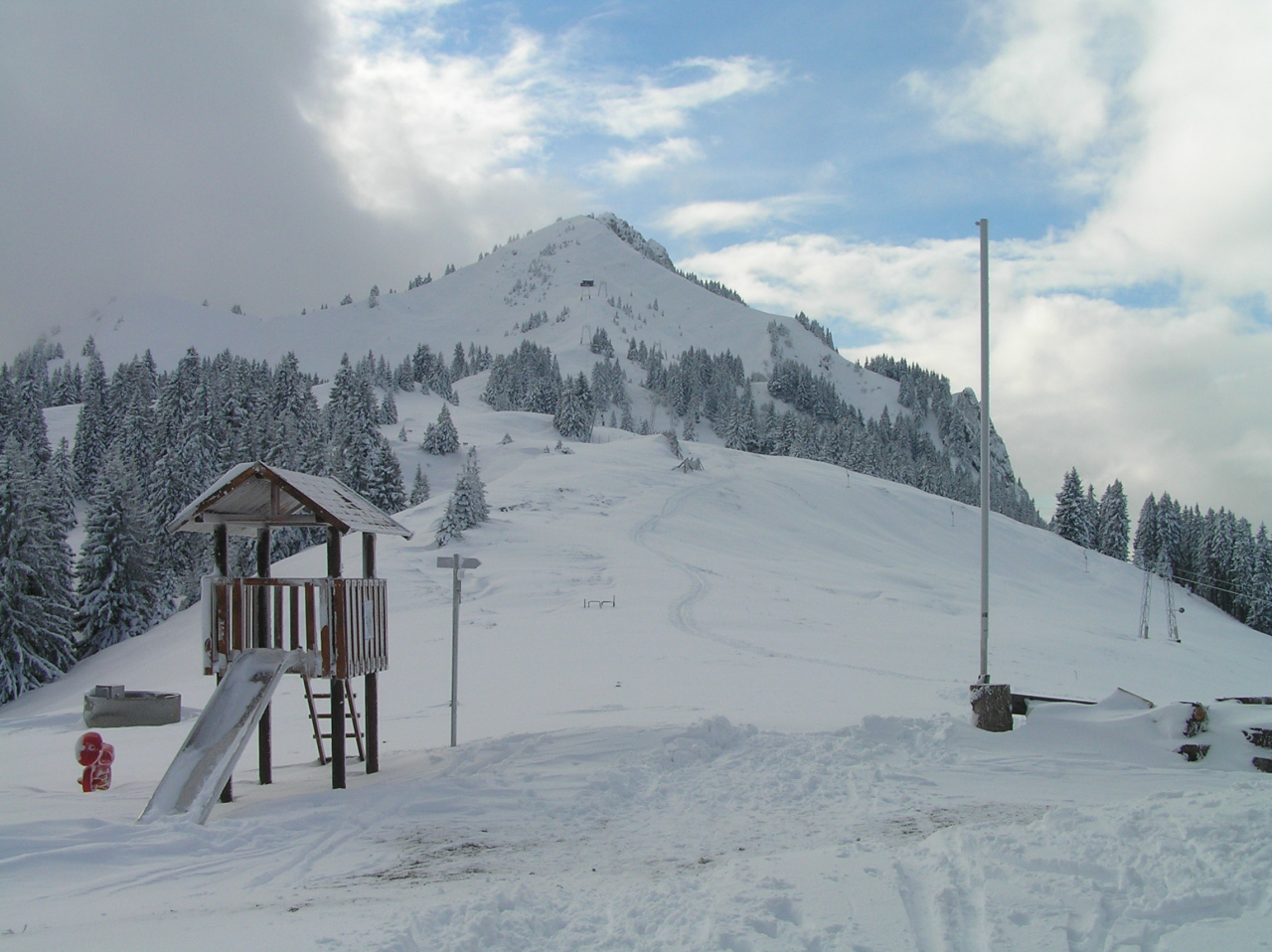
Ostseitiger Aufstieg zum Gipfel von der Grüntenhütte (1477 m)

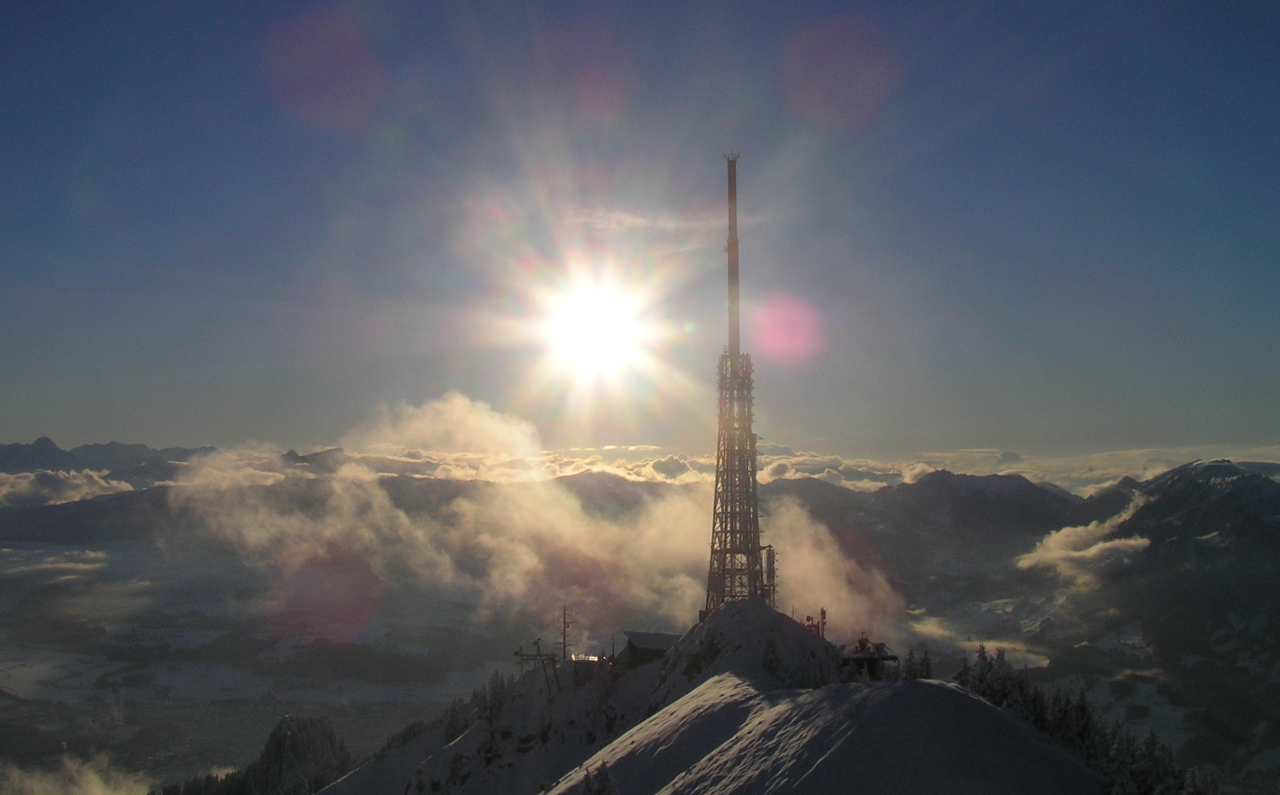
Blick vom Gebirgsjägerdenkmal (Übelhorn) südwestwärts zum Turm des Senders Grünten (Hochwartspitze)

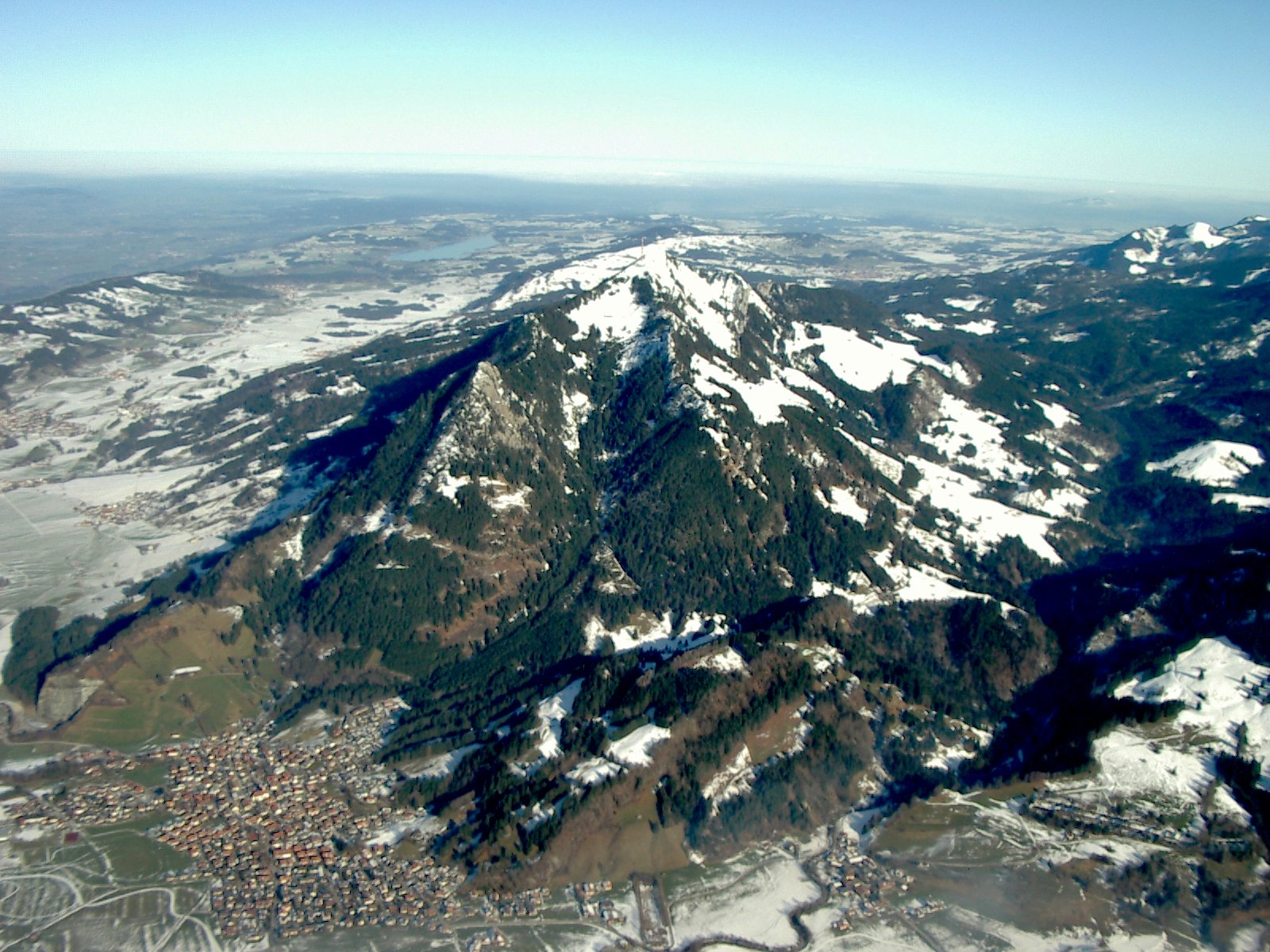
Luftbild: Blick nordostwärts zum Grünten mit Burgberg im Allgäu (vorne) und dem Rottachspeicher (hinten)

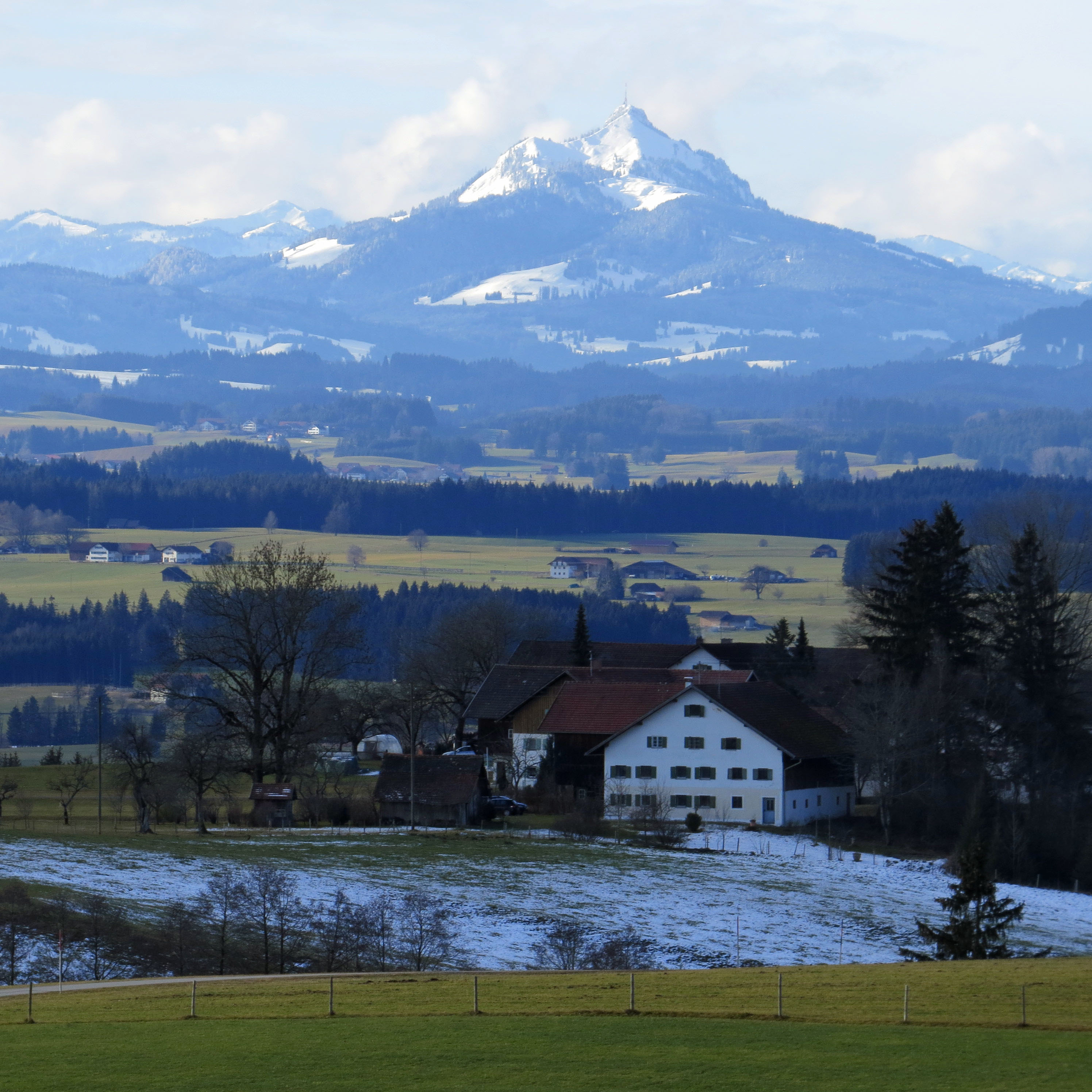
Blick vom Weiler Settele bei Stötten am Auerberg aus 36,5 km Entfernung südwestwärts zum Grünten

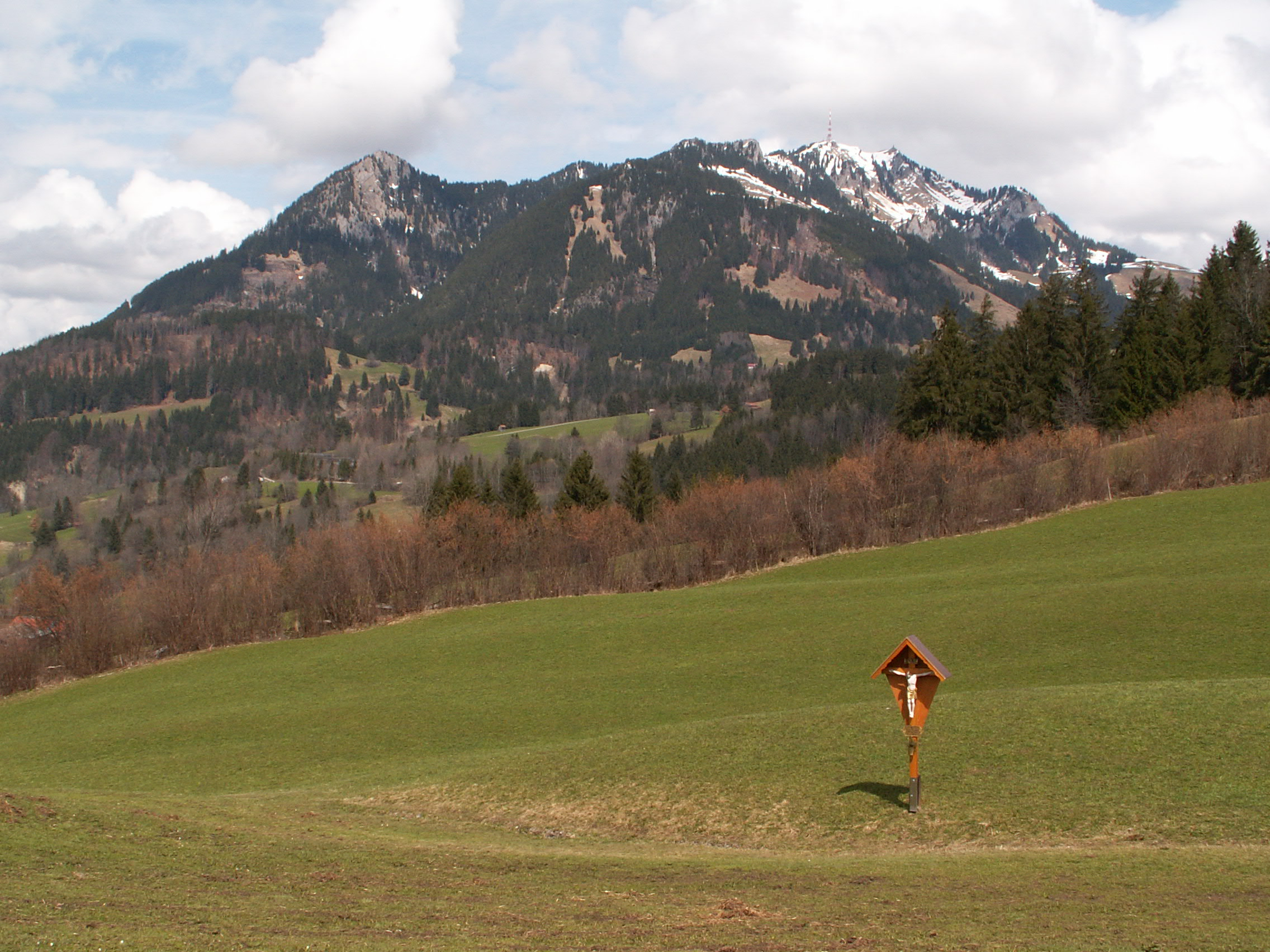
Grünten von Süden

Der Grünten ist ein 1737,9 m ü. NHN hoher Bergrücken der Allgäuer Alpen. Er liegt bei Burgberg im Allgäu im bayerischen Landkreis Oberallgäu.
Aufgrund seiner markanten Lage direkt am Alpenrand trägt der Grünten den Beinamen Wächter des Allgäus. Sein Hauptgipfel heißt Übelhorn. Auf der Gipfelregion befinden sich ein Gebirgsjägerdenkmal und der Sender Grünten, dessen Turm weithin sichtbar ist. Auf den Berghängen stehen das Grüntenhaus und die Grüntenhütte. Hinauf verkehrt die Seilbahn Grünten. Außerdem gab es das Skigebiet der Grüntenlifte. Am Südfuß liegt die Starzlachklamm.

## Geographie

### Lage
Der Grünten erhebt sich als einer der nördlichsten Berge der Allgäuer Alpen auf der Grenze der Gemeinden Burgberg im Allgäu, deren Kernort am Südwestfuß liegt, und Rettenberg, deren Kernort sich am Nordfuß ausbreitet. Sein Gipfel liegt etwa 5,5 km nordöstlich von Sonthofen. Westlich erstreckt sich das Tal der Iller, in die bei Sonthofen die Ostrach mündet, und südlich jenes der Starzlach (mit der Starzlachklamm), die beim Burgberger Ortsteil Erzflöße in die Ostrach mündet.

### Naturräumliche Zuordnung
Der Grünten gehört in der naturräumlichen Haupteinheitengruppe Nördliche Kalk-Westalpen (Nr. 95) und in der Haupteinheit Vorarlberg-Allgäuer Quintner- und Schrattenkalkgewölbe (950) zum Naturraum Grünten (950.0). Nach Norden leitet die Landschaft in die Untereinheit Rettenberger Tal (024.1) über und nach Nordosten in die Untereinheit Rottachbergkämme (024.0), die in der Haupteinheitengruppe Nagelfluhhöhen und Senken zwischen Bodensee und Wertach (02) zur Haupteinheit Rottachberg (024) zählen. Im Südosten schließt sich die Untereinheit Berge um das Wertacher Hörnle (941.1) an, die in der Haupteinheitengruppe Flyschalpen (94) zur Haupteinheit Ostallgäuer Flyschalpen (941) gehört. Nach Südwesten bis Westen fällt die Landschaft in den Naturraum Illeraue von Oberstdorf-Sonthofen (901.00) ab, der in der Haupteinheitengruppe Becken und Talböden zwischen den Hauptgruppen der Alpen (90) und in der Haupteinheit Oberstdorfer Becken (901) zur Untereinheit Oberstdorfer Illertal (901.0) zählt.

### Berghöhe und Berggipfel
Der Grünten ist im Rahmen des im Nordosten befindlichen Gipfels vom Übelhorn 1737,9 m hoch. Ihm ist im Nordosten der Gigglstein (1497 m) mit dem Herzlesstein (1390 m) vorgelagert. Seine Südwestkuppe ist die Hochwartspitze (1670 m). Diese setzt sich im Südwesten mit dem Siechenkopf (Siechenberg; 1572 m) sowie, daran anschließend, dem Burgberger Hörnle (1493 m) und dem Kreutzelspitz (1446 m) fort.

## Geschichte

### Besteigungen
Im Unterschied zu den meisten anderen Bergen der Allgäuer Alpen wurde der Grünten bereits im Mittelalter von Einheimischen und auch von Gästen bestiegen. Anfang des 16. Jahrhunderts soll der Berg von Kaiser Maximilian I. bezwungen worden sein. Vom Augsburger Fürstbischof Clemens Wenzeslaus ist eine besonders originelle Grüntentour überliefert. Im Jahr 1773 ließ er sich mit Hilfe von 56 einheimischen Bauern in einem gepolsterten Tragsessel auf den Gipfel befördern.

### Bergbau
Am Grünten wurde von 1471 bis ins späte 19. Jahrhundert Eisenerz abgebaut. Die Stollen waren aber wegen Einsturzgefahr bis 2006 nicht mehr begehbar. Seitdem sind mehrere Schaustollen mit Führung zur Begehung freigegeben. Bei Burgberg im Allgäu gibt es die Erzgruben-Erlebniswelt, ein Museumsdorf zum Thema Bergbau.

#### Entstehung der Erzadern
In den Südhängen des Grünten sind reiche und mächtige Erzadern vorhanden – allerdings nicht mit bester Qualität. Diese Erze haben sich im Laufe von Jahrmillionen in einem großen Meer abgelagert. Nachdem sich die kontinentale und die afrikanische Erdplatte aneinander geschoben haben, falteten sich im Laufe von vielen Millionen Jahren die Alpen auf. Aufgrund dieser Faltung kamen Erzadern ans Tageslicht und von oben nach unten im Berg liegend war es möglich, sie zu finden und abzubauen.

#### Geschichte
Die Bergwerke wurden erstmals 1471 schriftlich erwähnt. Knappen aus Schwaz in Tirol fanden am Grünten Erzadern und begannen sie abzubauen. Kaiser Friedrich III. (HRR) verlieh dem Grafen von Montfort die Schürfrechte. Das Gebiet am Grünten gehörte aber den Bischöfen von Augsburg. Dies gab ewige Streitereien. 1563 erteilte der Bischof seinen Untertanen das Recht, auf eigene Gefahr und Rechnung nach Erz zu graben. Dies könnte der Anfang der Knappentätigkeit gewesen sein. Ab 1802 wurden die Kirchenbesitzungen staatlich. Dadurch wurden die freischaffenden Knappen auch staatlich. Ab diesem Zeitpunkt begann der Erzabbau am Grünten kräftig aufzuleben.

#### Auswirkungen des Bergbaus
Zum Schmelzen des Eisenerzes waren große Mengen von Holz notwendig. Um eine Tonne schmelzbares Eisen zu gewinnen, wurden ca. 100 t Holz benötigt. Aus diesem Grund gab es bald im ganzen Allgäu einen Holzmangel; daher heißt der Grünten auch Grünten, was früher im Dialekt „Glatzkopf“ (Grind) bedeutete. Zeitweise wurde sogar das Holzsammeln reglementiert, und es wurden auch nur noch Monokulturen mit schnellwachsendem Holz angebaut.
Die Verarbeitung des Eisens war ein großer Wirtschaftsfaktor zu dieser Zeit im Allgäu. So hatte Burgberg zu dieser Zeit viele Nagel-, Hufnagel- und Schuhnagelschmieden. Dieser Wirtschaftsfaktor brach rapide ein, nachdem ab 1853 die Eisenbahn fertiggestellt worden war und besseres Eisen aus anderen Gebieten importiert wurde. Daraufhin wanderten 250 Burgberger mit ihren Familien aus.

#### Leben der Bergleute
Die Arbeit der Knappen war sehr schwer. Sie hatten besondere Kleidung, mussten sechs Tage in der Woche sieben Stunden arbeiten und hatten sonntags frei. Bei Sprengungen wurden auch viele Knappen verletzt. Die meisten hatten zuhause eine kleine Landwirtschaft, die von den Ehefrauen und den Kindern betrieben wurde. Sie hatten auch als erste eine Art Krankenkasse: den Krankenunterstützungsverein Burgberg. Sie bezahlten 1 Pfennig in eine Kasse, aus der dann die Alten und Kranken versorgt wurden.

#### Schmelzwerk
1607 wurde in der Nähe von Sonthofen, dort wo die Starzlach in die Ostrach mündet, ein Schmelzwerk errichtet. Eine Schmiede soll an dieser Stelle schon seit 1532 existiert haben. 1680 sind im Hüttenwerk in Sonthofen ca. 15.500 Zentner Erz vom Grünten verarbeitet worden. Die anderen Öfen an der Starzlach gingen ein, weil das Hüttenwerk in Sonthofen mit neueren Schmelztechniken arbeitete und weniger Holzkohle benötigte. Um 1840 beschäftigte das Hüttenwerk 100 Arbeiter, 30 Holz- und Kohleknechte und 25 Fuhrleute, was die Ernährung von 700 Köpfen bedeutete. Zur damaligen Zeit war das sehr viel. Der Schmelzofen wurde 1863 gänzlich ausgeblasen, da sich das Schmelzen von Erz nicht mehr rentierte. Das Erz am Grünten war unter anderem aufgrund eines sehr hohen Schwefelanteils bei Weitem nicht so gut und brüchiger als das Erz, das importiert wurde. Die Leitung des Grüntenwerks setzte allerdings schon vorher auf die Gießerei, die dann einen Aufschwung erlebte. Diese bestand bis 1974. 1927 wurde dann das Hüttenwerk, das bei den Einheimischen auch heute nur „Schmitte“ genannt wird, in BHS (Bayerische Berg-, Hütten- und Salzwerke AG, Niederlassung Sonthofen) umbenannt.
Ab 1863 stellte das Unternehmen hochwertige Gussartikel her. Ab 1888 produzierte es dann schon Baumaschinen, Turbinen, Kräne und ähnliches. Ab 1904 kamen dann elektrische Anlagen dazu. Während des Ersten Weltkriegs wurde das Hüttenwerk in die Waffenproduktion einbezogen. Ab 1926 traf die Wirtschaftskrise das Hüttenwerk auch voll. Ab 1928 wurden dann Reparationsschulden umsonst gefertigt. Ab 1930 kam die Entlassungswelle, wobei sich die Geschäftsleitung sehr bemühte, die Arbeiter zu halten. Bis 1928 gab es an Barbara immer ein großes Fest, das das Hüttenwerk bezahlte. Dies musste eingestellt werden, da kein Geld mehr da war, um solches zu finanzieren. 1932 bis 1934 wurden Elektromotoren hergestellt. Ab 1934 ging es wirtschaftlich wieder aufwärts und es wurde wieder eingestellt. Damals wurden die erste Getriebe gebaut. Ab 1934 gab es dann auch wieder ein Sommerfest statt Barbara. Ab 1943 stand der Betrieb dann still. 1944 wurde wieder gefertigt und 1950 kam der große Aufschwung mit Getriebemaschinen. Seit 1958 wurde dann eine eigene Abteilung für Großgetriebebau gegründet. Die BHS wurde 1991 an die SKW Trostberg verkauft, der Sonthofer Getriebebau wurde wie auch die anderen Bereiche des Maschinen- und Anlagenbaus weiterverkauft. Der Getriebebereich ging im Anschluss an die Voith Turbo BHS Getriebe GmbH und wurde Ende März 2021 endgültig geschlossen. Die anderen Geschäftsfelder firmieren seitdem als BHS-Sonthofen GmbH, die weiterhin aktiv ist.

##### Geschichte

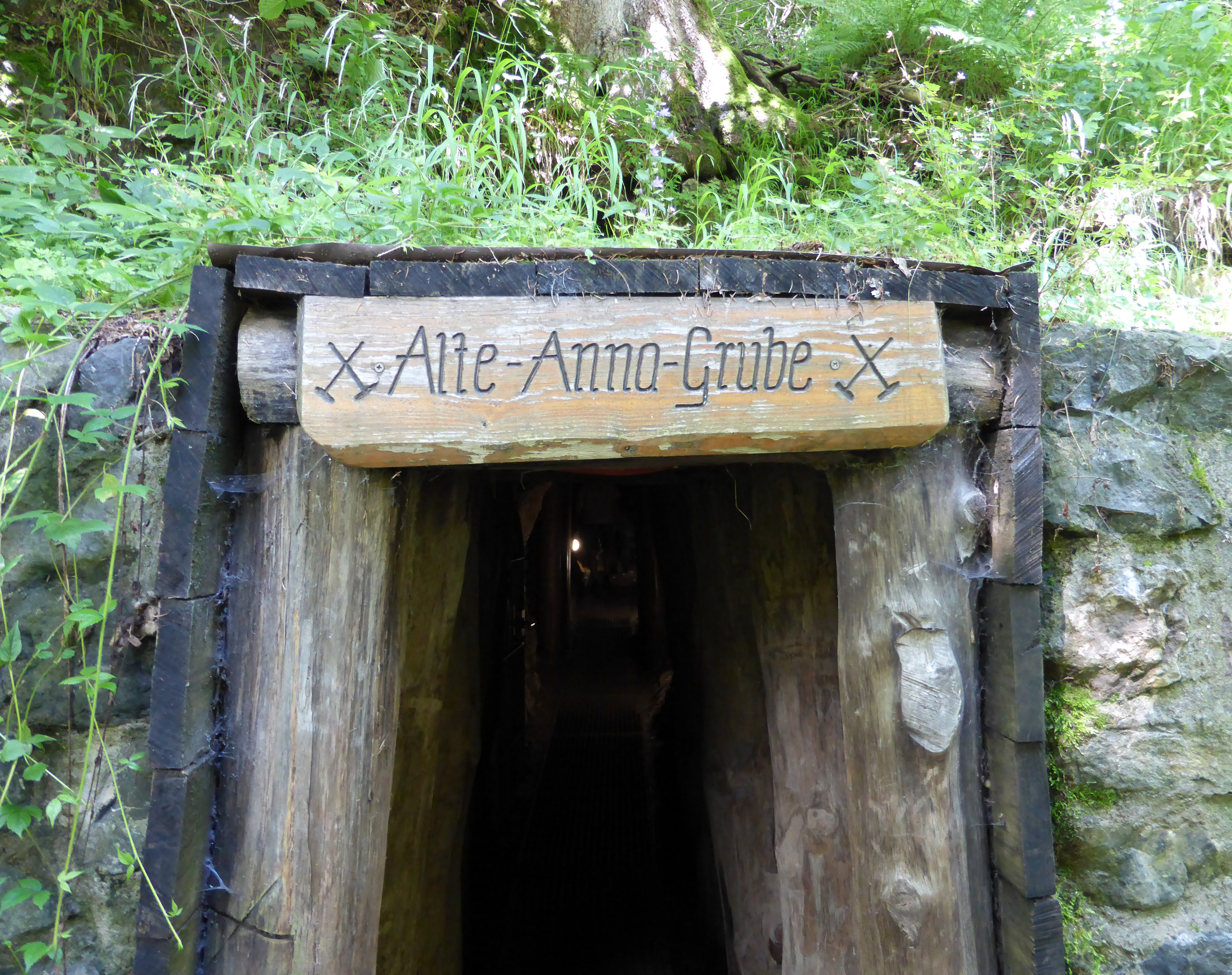
Anna Grube
im historischen Bergbauareal

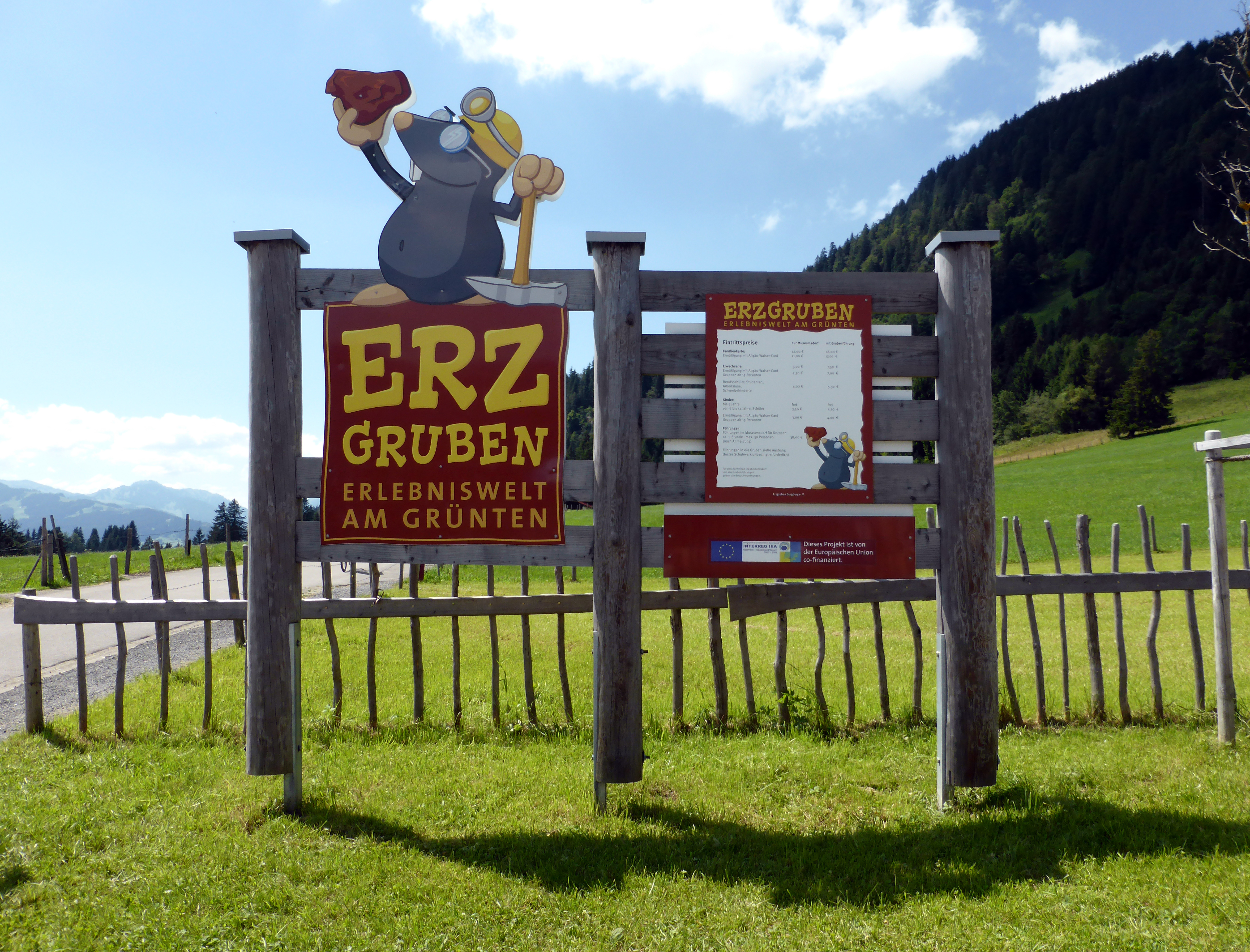
Museumsdorf
„Erzgruben Erlebniswelt“

1936 wurde das Erz nochmals untersucht und für zu schlecht zum Abbau befunden.
1946/47 wurden aus Sicherheitsgründen die Stollen zugesprengt.
1989 begannen Hobbyhistoriker zu graben und gründeten eine Interessensgemeinschaft.
Im Laufe der Jahre kamen freiwillige Helfer dazu und die Theresiengrube, die Neue Annagrube, die Wassergrube (Christopherusgrube) und die Martinsgrube wurden untersucht und „ausgebuddelt“. Ab 1995 durften kleine ausgewählte Gruppen in die Theresiengrube.
1998 wurde ein Verein „Historischer Bergbau Allgäu“ gegründet und die Bergrechte vom Bayerischen Freistaat übernommen. Die Rechte besitzt seitdem Burgberg.
Alle Versuche, dies touristisch zu fördern, scheiterten bis 2003. Zu diesem Zeitpunkt gab es länderübergreifende Fördermittel aus dem Europäischen Topf.

##### Entwicklung der Erzgruben-Erlebniswelt
Die entscheidende Idee war die, ein Museumsdorf, unabhängig von den schwer zugänglichen Bergwerken aufzubauen. Dann ging alles sehr schnell. Ab Mai 2005 wurde mit dem Aufbau dieses Dorfes begonnen. In der Zwischenzeit wurde auch die „Alte Annagrube“ für den Publikumsverkehr entdeckt und mit integriert. Die notwendigen Sicherungen und Beleuchtungen wurden installiert und im Juli 2006 wurde die Erlebniswelt eröffnet.
Die Museumsgrundausstattung wurde von Museumsprofis geplant und realisiert. Die Beschaffung und Aufbereitung der verschiedenen Ausstellungsstücke wurde von Ehrenamtlichen übernommen. Ein Glücksfall war die aufgelassene Schmiede aus Rubi, die dem Museumsdorf kostenlos zur Verfügung gestellt wurde. Im Juli 2008 konnte noch eine alte Nagelschmiede dazu aufgestellt werden, denn Burgberg hatte um 1800 15 Nagelschmieden.
Um die Erlebniswelt noch attraktiver zu gestalten, ist auch ein „Untertage-Kletterparcours“ in Verbindung mit einer Erzgrube als Attraktion angedacht und in Planung. Im Jahr 2008 hatten die Erzgruben etwa 25.000 Besucher.

## Natur

### Fauna
Der letzte Wolf wurde 1827 am Grünten erlegt. Seitdem gilt das Tier im gesamten Allgäuer Alpenraum als ausgestorben.

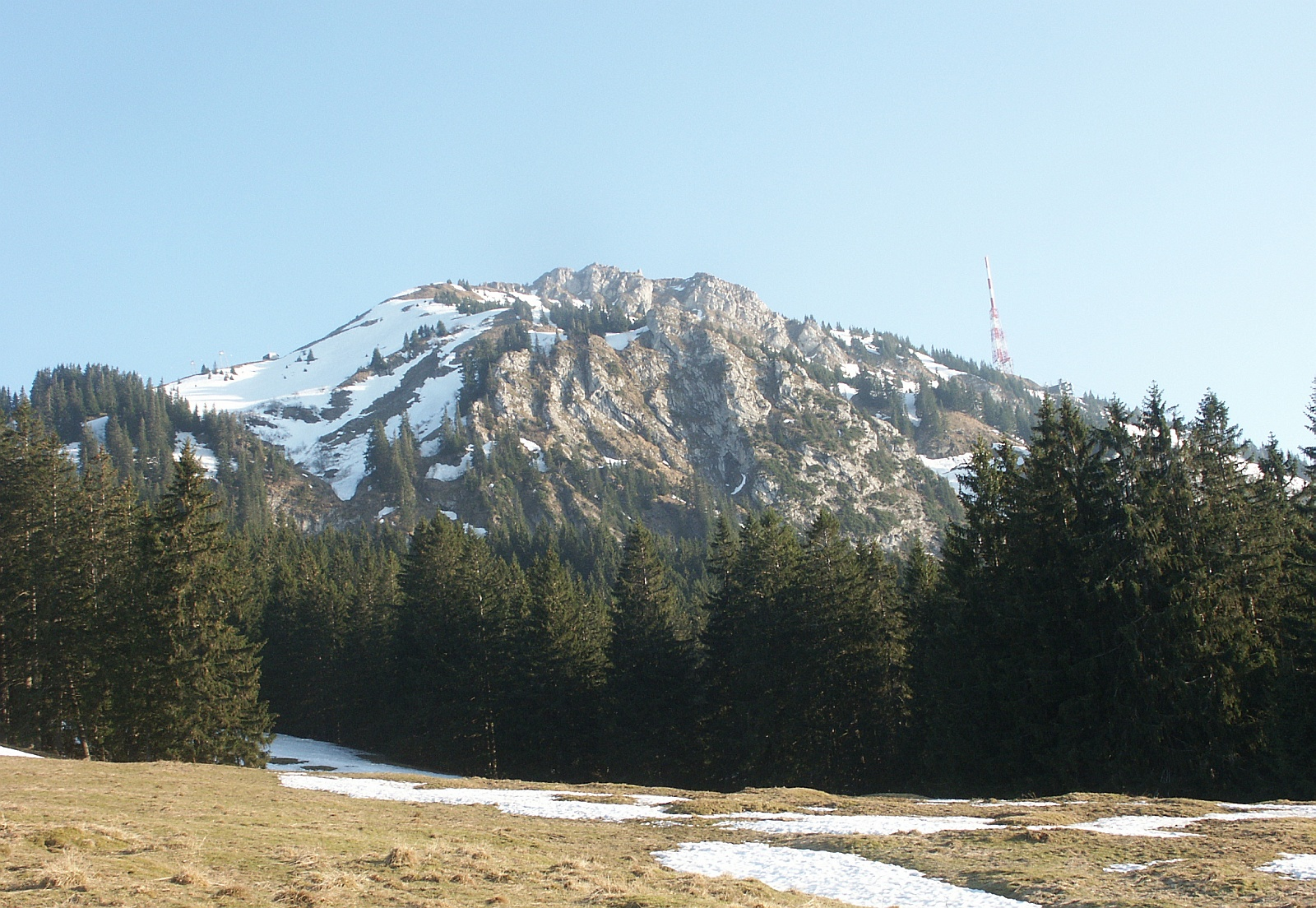
Blick zum Grünten aus nördlicher Richtung von der oberen Kammereggalm

### Schutzgebiete
Auf dem Grünten liegen Teile des Landschaftsschutzgebiets Schutz des Grüntengebiets, des Großen Waldes, der Deutsche Alpenstraße und des Wertachtales (CDDA-Nr. 395727; 1972 ausgewiesen; 76,1868 km² groß) und auf Teilen des Berges inklusive seiner Gipfelregion das Fauna-Flora-Habitat-Gebiet Grünten (FFH-Nr. 8427-301; 1,46 km²).

## Infrastruktur

### Bauwerke der Gipfelregion

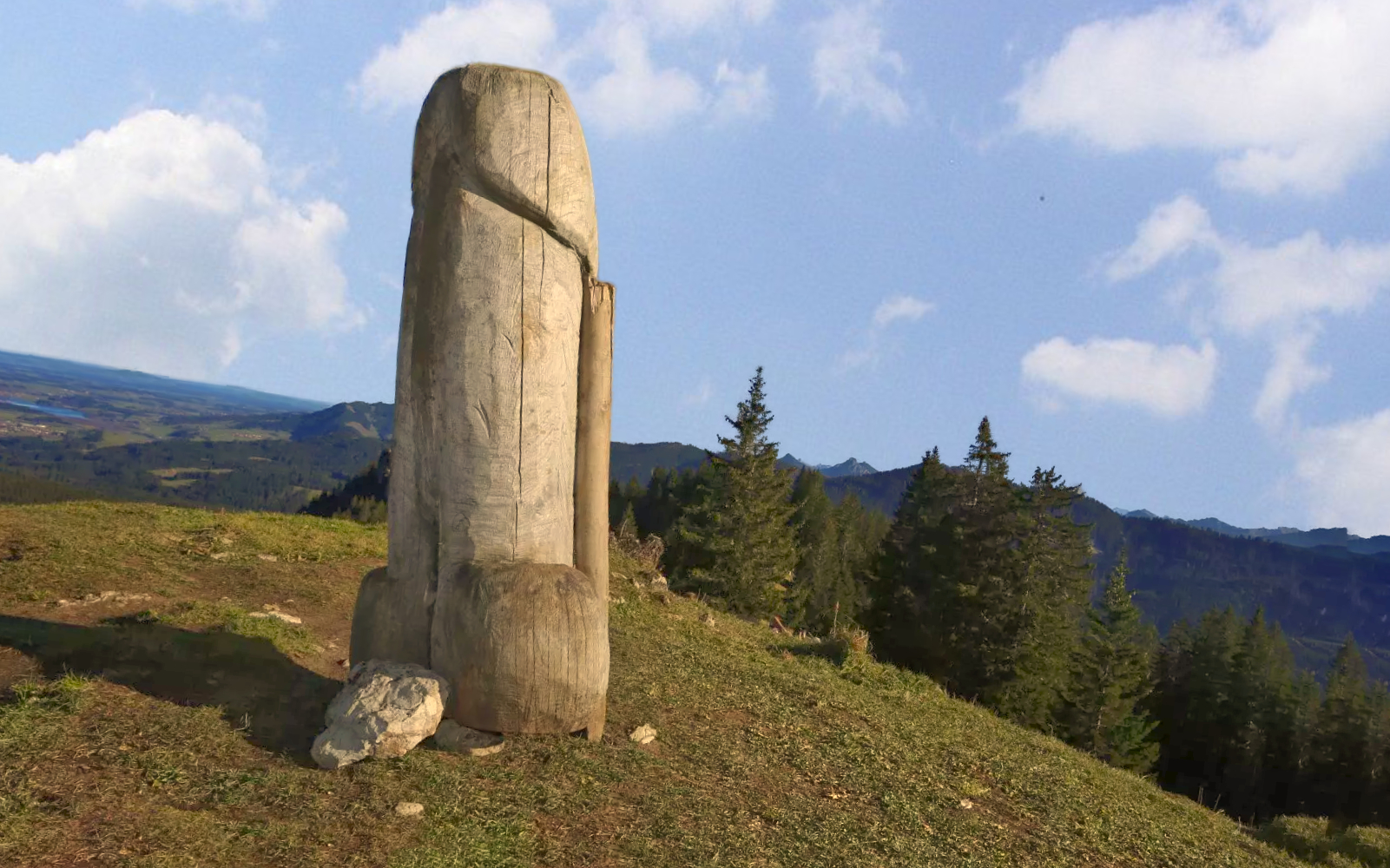
Diese Holzskulptur in Form eines Phallus steht auf dem Gipfel des Grünten. Laut der zugehörenden Sage soll sie ursprünglich ein zurückgewiesenes Geburtstagsgeschenk sein.

Das Bild auf der Gipfelregion des Grünten bestimmen zwei markante Bauwerke: Auf dem Übelhorn (1737,9 m) steht das 1924 nach Planung und unter Leitung von Bruno Biehler erbaute Denkmal für gefallene Gebirgsjäger; in der Nähe steht das Gipfelkreuz. Auf der rund 280 m südwestlich davon gelegenen Hochwartspitze (1670 m) steht der 1951 errichtete und 94,5 m hohe Turm des Senders Grünten (BR); dort befindet sich auch die Bergstation der Seilbahn Grünten. Etwa 390 m südwestlich des Sendeturms steht auf einem gipfelnahen Bereich der Südwestflanke des Grünten das 1854 eröffnete Grüntenhaus (1535 m); es wurde als erstes Hotel in den Allgäuer Alpen errichtet, womit ein Grundstein zur touristischen Erschließung des Allgäus gelegt wurde. Rund 1,1 km nordöstlich des Übelhorngipfels steht die  Grüntenhütte (1477 m).

### Seilbahn und Lifte
Auf den Grünten führt vom Rettenberger Ortsteil Altach kommend die Seilbahn Grünten. Sie ist 2597 m lang und überwindet 951 m Höhenunterschied.
Nach einem Streit über den Betrieb der Seilbahn zwischen dem Bayerischen Rundfunk und der Gemeinde Rettenberg wird der Grüntenlift seit 2014 nur noch als Materiallift und für Mitarbeiter des BR genutzt.
Außerdem gibt es das Skigebiet der Grüntenlifte (Talstation 900 m; Bergstation 1700 m). Aufgrund der Insolvenz des Betreibers sind diese jedoch seit der Wintersaison 2017/18 nicht in Betrieb. Die Anlagen konnten durch den Kemptner Insolvenzverwalter Florian Zistler an die BergWelt GmbH & Co. KG verkauft werden. Der Betrieb wurde am 21. Dezember 2019 lediglich für die Wintersaison 2019/2020 wieder aufgenommen. Nachfolgend konnte der Liftbetrieb aber nicht mehr aufrechterhalten werden. Die Bergwelt GmbH & Co. KG plante am Grünten unter anderem eine ganzjährig betriebene 10er-Gondelbahn, ein großes Parkhaus, Zufahrts- und Wirtschaftsstraßen mit mehreren Kilometern Länge, ein neues Speicherbecken sowie den Ausbau künstlicher Beschneiungsanlagen. Gegen diese Pläne regte sich Widerstand. Denn das Vorhaben des Investors für den Sommerbetrieb war umstritten.
Bis zuletzt hatten einige Grundstückseigentümer das Projekt abgelehnt. Laut Bürgermeister Weißinger (CSU) konnte vor allem bei den Nutzungsrechten für mehrere private Flächen keine Einigung erzielt werden. Ohne diese Rechte konnte es nach seinen Angaben keine Modernisierung am Grünten geben. Im Januar 2023 wurden die Pläne der Bergwelt GmbH & Co. KG aufgegeben.

## Aufstieg

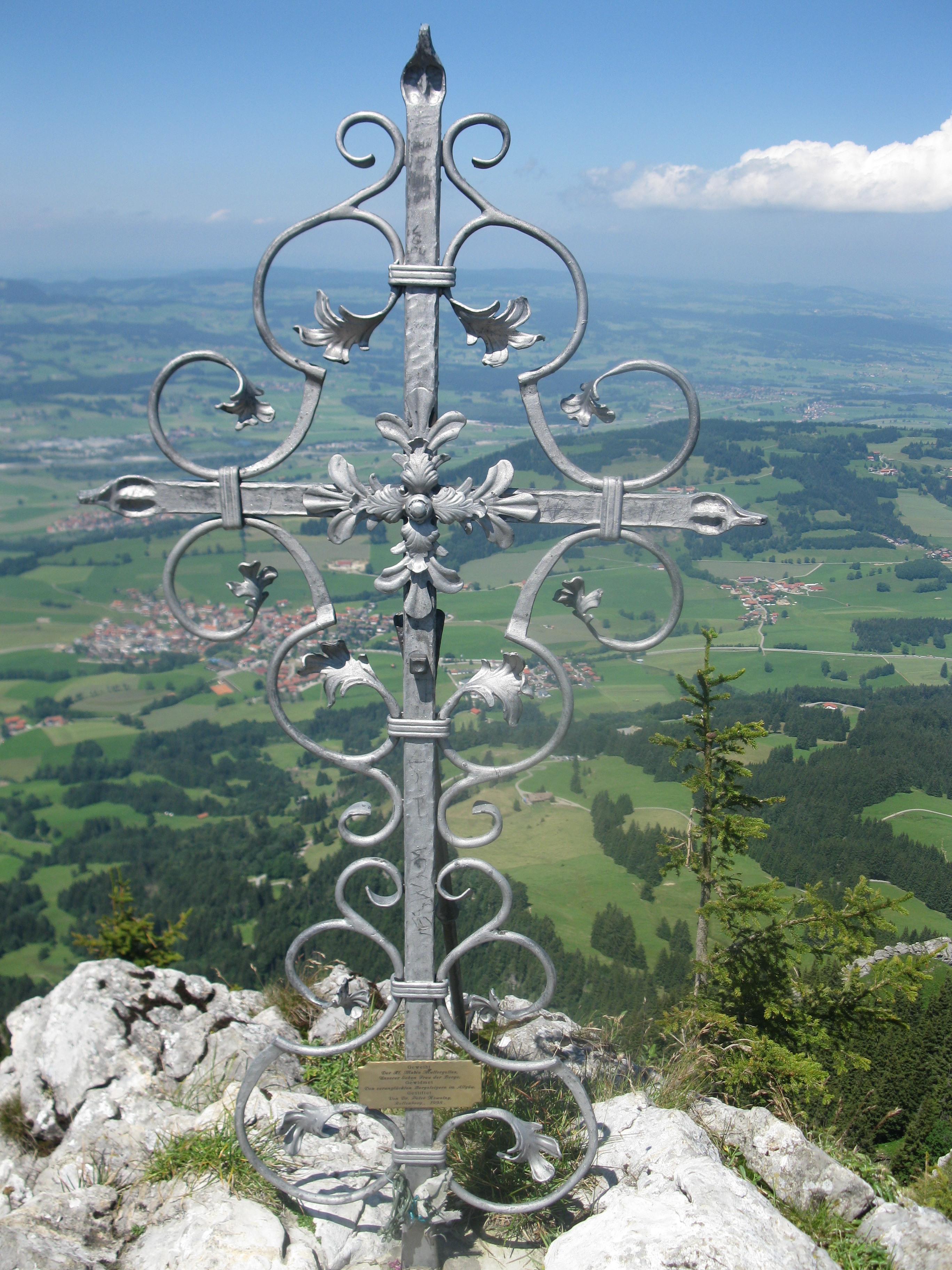
Kreuz auf dem Gipfel des Grünten

Der Aufstieg zum Grünten (Übelhorn) ist zum Beispiel von Burgberg, Rettenberg und Rettenberg-Kranzegg möglich. Der kürzeste Weg führt von der Alpe Kammeregg (Parkplatz) zur Grüntenhütte (eineinhalb bis zwei Stunden) und von da über den zuletzt drahtseilversicherten Ostgrat mit Eisenleiter zum Gipfel mit Gebirgsjägerdenkmal (45 Minuten). Dieser Weg ist auch bei Schnee – am besten vor oder nach der Skisaison – gut machbar und zumindest bis zur Grüntenhütte meist gespurt. Die Besteigung des vorgelagerten Burgberger Hörnle über einen schmalen Grat erfordert Schwindelfreiheit. Skitourengeher wählen den Grünten gern als kleine Halbtagestour, wobei der Aufstieg fast ausschließlich über ehemalige Skipisten erfolgt. Auf dem Grünten laden bewirtschaftete Berggasthöfe und -hütten zur Einkehr ein.
Das Gipfelkreuz des Grünten trägt die Aufschrift:

„Geweiht

Der Hl. Maria Muttergottes,

Unserer lieben Frau der Berge.

Gewidmet

Den verunglückten Bergsteigern im Allgäu.

Gestiftet

Von Dr. Peter Nowotny,

Rettenberg, 1998“

## Aussicht
Vom Gipfel des Grünten hat man eine umfassende Aussicht auf die Allgäuer Landschaft. Darüber hinaus reicht der Blick bei guten Sichtbedingungen in die Schweiz im Westen, zur Zugspitze im Osten und vom Landkreis Unterallgäu im Norden bis weit in die Hochalpen im Süden.

## Sonstiges
Eine Allgäuer Volksweisheit besagt: „Trägt der Grünten einen Hut, wird das Wetter morgen gut. Trägt der Grünten einen Degen, gibt es andern Morgens Regen.“ Bekannt ist auch die Version: „Trägt der Grünten einen Hut, wird das Wetter gut, trägt er eine Mütze, gibt es eine Pfütze.“
Der Grünten ist Schauplatz der jährlich stattfindenden „Grüntenstafette“, eines Staffelwettbewerbs mit sechs Teilnehmern je Team mit Lauf- und Radsportstrecken.
Seit 2016 befand sich auf dem Gipfel ein zwei Meter hoher Holzphallus. Laut einer Legende soll es sich dabei um ein Geburtstagsgeschenk handeln, das in der Familie nicht erwünscht war und deshalb vom Beschenkten auf den Grünten transportiert wurde. Im November 2020 wurde die Skulptur zersägt und beseitigt. Kurz danach wurde sie durch eine neue Skulptur ersetzt, im Januar 2021 aber erneut zerstört.